# SpecialThanks
SpecialThanks is een punkband afkomstig uit Aichi, Japan. De band speelt bij het Japanse labels K.O.G.A. Records en Groovy Drunker Records en is opgericht in 2005. SpecialThanks bestaat uit zanger en gitarist Misaki, gitarist Heisuke, drummer Junpei, en bassist Hiromu. De band heeft in totaal vijf studioalbums uitgebracht.
Tot juli 2015, toen het tweede studioalbum Missa werd uitgegeven, zong de band alle nummers in het Engels. Misaki verklaarde dat dit kwam omdat haar favoriete Japanse punkbands al sinds ze jong was ook alleen in het Engels zongen. Het nummer "Love Begets Love" van het album Missa is het eerste Japanse nummer dat de band heeft uitgebracht.
De single "You Say Good Bye" is de Japanse iTunes "single van de week" geweest, waardoor de single in de eerste zeven dagen na de uitgave al 60.000 keer werd gedownload. Hiermee vergaarde de band een flinke naamsbekendheid in eigen land.

## Leden
- Misaki - zang, gitaar
- Hiromu - basgitaar
- Junpei - drums

## Discografie
Studioalbums
- Seven Colors (2008)
- Seven Showers (2009)
- Seven Lovers (2011)
- Missa (2015)
- Heavenly (2016)

Singles en ep's
- Camanula (2012)
- Move On (2013)
- Love Good Time (2014)

Splitalbums
- Rock 'n' Roll (met Mix Market, 2014)

Livealbums
- Seven Lives Plus 1 (2010)